# 北条顕時
北条 顕時（ほうじょう あきとき）は、鎌倉時代中期から後期にかけての武将。北条氏の一門・金沢流北条氏の第3代当主。金沢顕時とも称される。父は第2代（実質的には初代）当主で鎌倉幕府の重職を歴任した北条実時。正室は安達泰盛の娘の千代野。
安達泰盛が霜月騒動で粛清されたことにより逼塞を余儀なくされたが、その後に第9代執権・北条貞時の信頼を回復して復権。顕時の代に、金沢流北条氏は全盛期を迎えた。

## 生涯

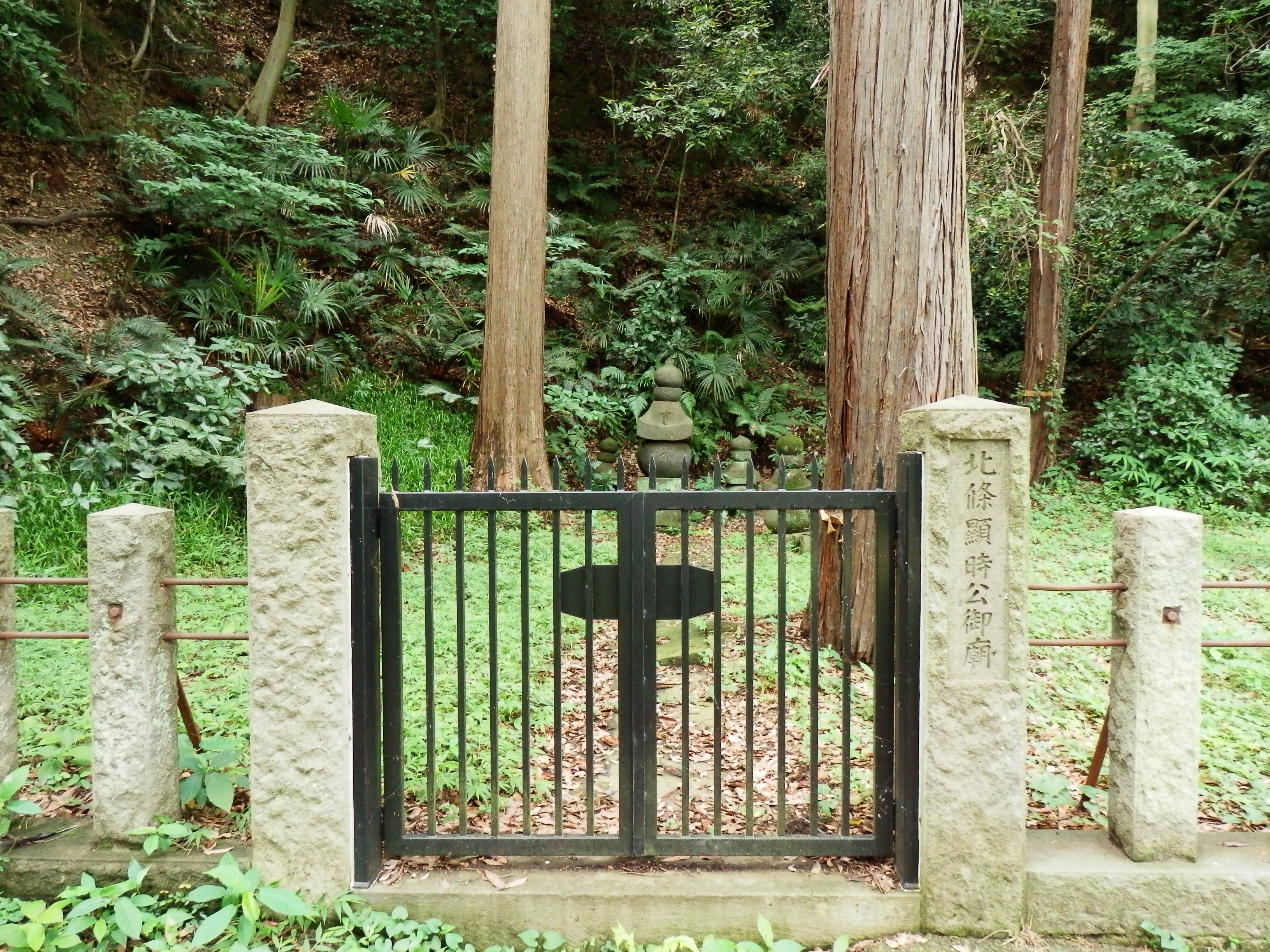
北条顕時墓（称名寺内）

北条実時の子として生まれる。父について、『尊卑分脈』や諸本の「北条系図」では北条実村の子としているが、関靖の著書によって誤りであることが考証されている（弟の実政、時直についても同様である）。
正嘉元年（1257年）11月23日、10歳で、得宗家当主・北条時頼の邸宅において元服し、越後四郎時方と名乗る。文応元年（1260年）に将軍家庇番衆となって宗尊親王に仕え、歌学などの学問を学ぶ。この時までに顕時に改名したようである。文永2年（1265年）以前に左近将監で伊勢守護に任命されている。
文永6年（1269年）4月27日に引付衆となった後、弘安元年（1278年）2月には評定衆に加えられ、弘安3年（1280年）には越後守に任官。弘安4年（1281年）には引付四番頭人へと昇進。その間、左近将監、越後守に任じられている。弘安6年（1283年）には従五位上に叙任。
弘安8年（1285年）11月17日、幕政を主導していた安達泰盛らが内管領・平頼綱に滅ぼされた霜月騒動では、泰盛の娘婿にあたる顕時は騒動には関与しなかったが、縁戚として連座し金沢家の領地であった下総埴生庄に隠棲し、出家して「恵日」（えにち）と名乗ったが、実際は謹慎処分であり出家したために助命されている。
永仁元年（1293年）4月22日に執権・北条貞時が平禅門の乱で頼綱を滅ぼした。その5日後の4月27日に顕時は鎌倉に戻って幕政に復帰し（『武家年代記』）、10月には貞時が引付を廃止して執奏を新設し、顕時は北条宗宣らと共に任命された。永仁2年（1294年）には引付四番頭人に、永仁4年（1295年）には三番頭人に加わり、赤橋館を与えられる。
晩年は長年の激務から胃病を患って政務を退くが、貞時の信頼は厚く度々諮問を受けたという。
正安3年（1301年）3月28日に死去。享年54。跡を子の貞顕が継ぎ、金沢北条家は引き続いて得宗家の厚い信任と抜擢を受け続けることになる。
顕時は父に似て好学であり、金沢文庫の成立に寄与したという。

## 関連作品
- NHK大河ドラマ『北条時宗』（2001年、演：山口馬木也）